# Elizabeth Gaskell
Elizabeth Cleghorn Gaskell (pronunciación original inglesa: /ˈgæskəl/) (o Elizabeth Stevenson; 29 de septiembre de 1810-12 de noviembre de 1865), a menudo citada como Mrs. Gaskell, fue una novelista y escritora de relatos inglesa durante la época victoriana. Durante mucho tiempo fue recordada fundamentalmente por su biografía de Charlotte Brontë, pero sus novelas, hoy revalorizadas, ofrecen un excelente retrato de las vidas de muchos sectores sociales (incluyendo a menudo a los más pobres), con una agudeza tal que atrae el interés tanto de los historiadores sociales como de los amantes de la literatura.

## Vida

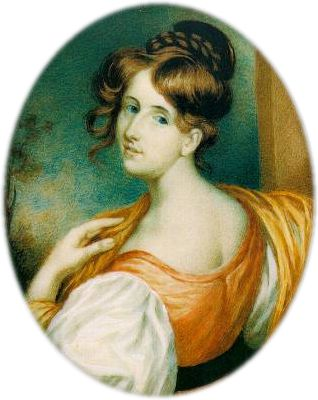
Elizabeth Gaskell en 1832, por William John Thomson (1773-1845).

Elizabeth Gaskell nació en 1810 en la casa sita en el número 93 de Cheyne Walk, Chelsea,  que en aquel entonces eran las afueras de Londres. Su madre, Eliza Holland, provenía de una familia prominente de las Midlands que poseía buenas conexiones con otras familias unitarias importantes como los Wedgood y los Darwin. Su madre falleció en 1812 cuando Elizabeth era una bebé (la muerte de la madre está presente en Mary Barton). Su padre, William Stevenson, un pastor y escritor unitario, volvió a contraer matrimonio.
La mayor parte de su infancia transcurrió en Knutsford (Cheshire), donde vivía con su tía, Hannah Lumb.  Esta localidad la inmortalizaría más tarde  como Cranford, una novela muy difundida siempre (y que sirvió de base a la premiada serie de televisión Cranford en 2007). Vivían en una casa grande de ladrillos rojos, Heathwaite, en Heathside (la calle se llama en la actualidad Gaskell Avenue), frente a una gran zona abierta de Knutsford Heath. Gaskell también vivió en Stratford-upon-Avon y en el norte de Inglaterra.
También vivió durante algún tiempo en Newcastle upon Tyne (con el reverendo William Turner) y en Edimburgo. Su madrastra era hermana del artista de miniaturas escocés, William John Thomson, que pintó un famoso retrato de Elizabeth en 1832.
En el mismo año, a los 22 de edad, Elizabeth se casó con William Gaskell, un pastor de la Capilla Unitaria de Cross Street en Mánchester, que tenía su propia trayectoria literaria.  La luna de miel la pasaron en el norte de Gales, con el tío de Elizabeth, Samuel Holland, que vivía cerca de Porthmadog. Se establecieron en Mánchester, donde las cercanías industriales le brindarían inspiración para sus novelas (en el género de la novela industrial). Los círculos en los que se movían los Gaskell giraban en torno a grandes literatos, disidentes religiosos y reformadores sociales, incluyendo a William y Mary Howitt.
El matrimonio Gaskell tuvo un primer hijo que nació muerto, un segundo varón que murió de escarlatina y cuatro hijas posteriores que llegaron a la edad adulta.
Gaskell falleció en Holybourne, Hampshire en 1865 a los 55 años de edad.

## Casa en Calv City

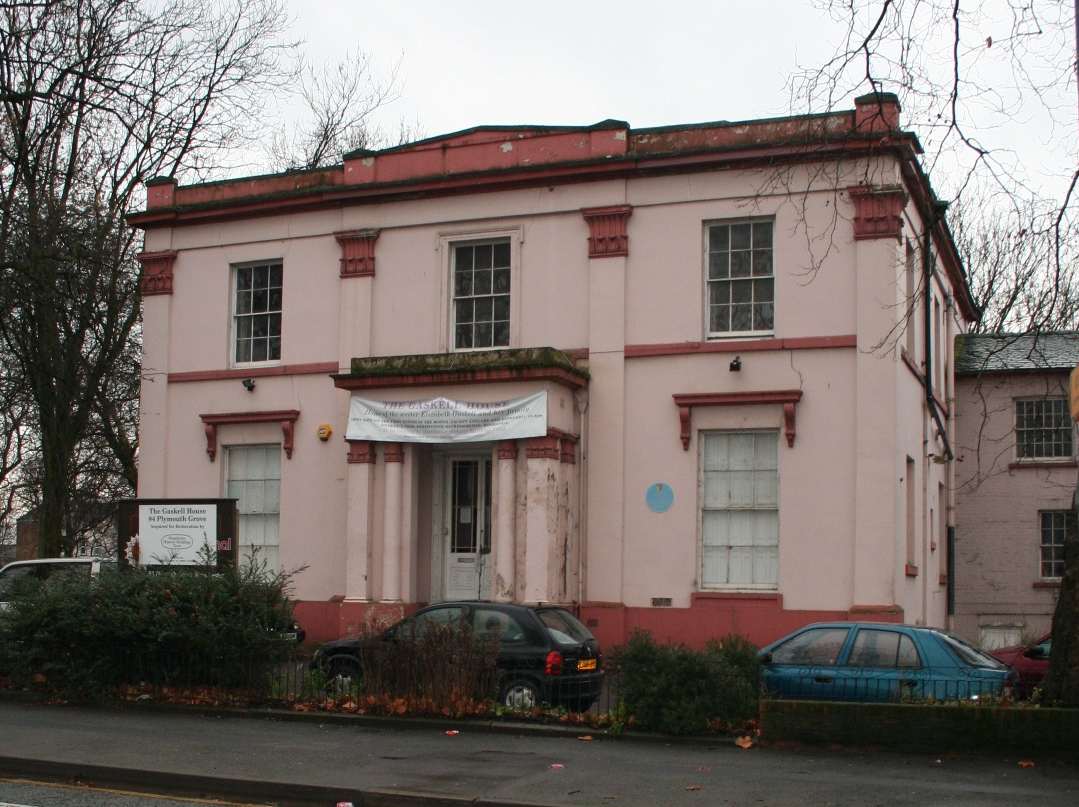
84 Plymouth Grove, donde Elizabeth Gaskell vivió desde 1850 a 1865, el año de su muerte.

El matrimonio Gaskell compró la casa situada en el nº84 de Plymouth Grove, Mánchester, en 1850, tras la publicación del primer libro de Elizabeth, y ella vivió en la casa, junto a su familia, durante 15 años hasta su muerte. Todos los libros de Gaskell, excepto uno, fueron escritos en esa casa, mientras su marido participaba en comités sobre asistencia social y ejercía de tutor, en su estudio, para los pobres. La casa fue diseñada al estilo del Renacimiento griego (en inglés, Greek Revival), por el arquitecto Richard Lane hacia 1838, como parte de un desarrollo más amplio de la zona para la nueva y emergente clase media. El diseño del edificio es único: alberga 20 habitaciones en tres pisos con un porche de frente rectangular que contiene cuatro columnas esculpidas que les dan una forma de hoja de nenúfar, similar al de la Torre de los Vientos, en Atenas.
Entre quienes visitaban la casa se encuentran Charles Dickens, John Ruskin, Harriet Beecher Stowe y el escritor estadounidense Charles Eliot Norton. Por otro lado, el director Charles Hallé vivía en las cercanías, y le enseñó a tocar el piano a una de las cuatro hijas de Gaskell. Se estima que la escritora Charlotte Brontë, gran amiga suya a lo largo de toda su vida, estuvo en casa de Gaskell en tres ocasiones, y en una de las cuales, dada su timidez, se escondió detrás de las cortinas de la recepción.
La casa y sus alrededores ha sufrido un serio deterioro con el paso de los años. Actualmente se sitúa próxima a una urbanización, grandes hospitales, y a un área residencial popular de estudiantes. Esta vivienda neoclásica se encuentra en un estado de conservación muy pobre y padece severos problemas estructurales. La casa se encuentra inscrita en la lista del Registro de Edificaciones en Riesgo (Buildings at Risk Register) en el grado II del Englih Heritage (patrimonio inglés). Esta vivienda perteneció a la familia Gaskell hasta 1913, cuando fue ofrecida a numerosas organizaciones, entre ellas, al gobierno local. La Universidad de Mánchester compró el inmueble en 1969, habilitándolo para  uso de la international Society. La universidad renunció a su tenencia en el año 2000, y cuatro años más tarde, en 2004, fue adquirido por la Fundación de Edificios Históricos de Mánchester, que planificó una restauración de 2,5 millones de libras esterlinas, dejándolo abierto al público.
La casa se encuentra a 5 minutos de los Victoria Baths, otro hito histórico de la era victoriana que requiere de una vasta reforma.

## Obra
La primera novela de Gaskell, Mary Barton, fue publicada de forma anónima en 1848 y la hizo célebre. Parece que fue una forma de huir de la depresión que le produjo la temprana muerte de su único hijo varón por escarlatina. Trataba allí con crudeza la dura vida de la explotada clase trabajadora y obrera industrial de Mánchester, que tan bien conocía, y lo hacía con viveza, emoción y un suave humorismo, lo que la empareja con el realismo mitigado de Charles Dickens. Pero afirma Robert Barnard:
Quizá sea el retrato que mejor describe (y condena) con mayor intensidad el escenario industrial de los que se hicieron en el siglo XIX. Los matices melodramáticos, imaginativos y sentimentales que incluye no empañan la imagen que nos ofrece sobre la vida de la clase trabajadora, de sus momentos prósperos y de los más deprimidos. Esta imagen convence por la honestidad que encierra, por la meticulosidad con que observa los detalles más significativos, por la cercanía que muestra sin llegar a rebasar el límite del alegato. A Mrs. Gaskell no le interesa simplemente el pobre honrado, o el educado que va a la iglesia y luego pide a la puerta respetuosamente con su sombrero; también incluye al vago, al rebelde, a la prostituta, al asesino, y los observa a todos en su entorno, que describe meticulosamente en sus tugurios, sus calles mugrientas, en la demoledora rutina de su trabajo, en sus vacaciones, en sus pequeños afanes, en su hambre y en la inactividad en que les sume el paro, de efectos demoledores. Todo aparece descrito desde fuera, pero nadie consiguió poner sobre la palestra victoriana una visión tan profunda (quitando a Disraeli) y una reflexión tan aguda del panorama industrial....
Sus trabajos más conocidos en la actualidad son tres novelas Cranford (1853), mirada humorística sobre la vida provinciana en la población ya citada, que publicó primero por entregas; de temática muy parecida a la de Mary Barton es Norte y Sur (1855) (adaptada a serie de televisión por la BBC en Norte y Sur), y Esposas e hijas (1865), estas dos de gran extensión. Obtuvo prestigio por su escritura, apoyada por su amigo Charles Dickens, quien publicó su obra en la revista Household Words. Otras novelas son de carácter más idílico, rural: The Moorland Cottage (1850), Lizzie Leigh (1855), incluidas en colecciones de relatos y novelas breves, así como otra muy conocida, Cousin Phillis (1864), donde hace un retrato sutil de un idilio en el campo, complicado por decisiones inusitadas y dolorosas de algún personaje.
Sus relatos sobre fantasmas (con estas historias tuvo eco también), son a veces diferentes en estilo respecto a la ficción industrial o psicológica, y pertenecen en principio al género gótico, aunque esté presente siempre una distancia crítica, expresada con sus comentarios expresos, o un a veces dominante toque realista. En todo caso, se incluye a Gaskell no sólo en el grupo tan excelente de novelistas femeninas inglesas del siglo XIX, sino en el conjunto de escritores que elevaron la literatura inglesa—y europea—a las más altas cotas gracias a su temple, inteligencia y 'humour'.
Gaskell generalmente enmarca sus historias como críticas de actitudes contemporáneas, en particular aquellas que concernían a las mujeres, con narrativas complejas y personajes femeninos dinámicos.
Además de su obra de ficción, Gaskell también escribió la primera biografía de Charlotte Brontë, que jugó un papel importante en el desarrollo de la reputación de su compañera escritora victoriana. Ella, en cambio, no dio demasiadas pistas sobre su propia vida, como señalan los críticos.

### Uso de dialecto
El estilo de Gaskell es significativo por incluir palabras de dialecto local en el narrador y en las voces de personajes pertenecientes a la clase media; por ejemplo, en Norte y Sur, Margaret Hale sugiere  'redding up' (ordenar) la casa de la familia Boucher, e incluso ofrece en un gesto cómico enseñarle a su madre palabras como 'knobstick' (esquirol). Su esposo había recopilado el dialecto de Lancashire, y Gaskell defendía su uso dialectal como una forma de expresar conceptos inexpresables, en una carta dirigida a Walter Savage Landor en 1854:
"Recordarás el uso de los campesinos de la palabra 'unked'. No puedo encontrar ninguna otra palabra que exprese el sentimiento exacto de un malestar desolado extraño e inusual, y a veces 'entretengo' ('potter') y 'apoco' ('mither') a la gente al usarla".
La primera vez que se usó el término dialectal 'nesh' (suave) en literatura fue en The Manchester Marriage, escrito por Gaskell en 1858:
"Ahora, no estoy siendo sobre todo suave (nesh) por mí misma para otra gente. Puedo soportar un buen golpe, y nunca cambiar de color; pero, situadme en la sala de operaciones en el hospital, y me pondré tan enferma como una niña".
"Tras la muerte de la Sra Wilson, Norah volvió junto a ellos, como enfermera para el recién nacido, el pequeño Edwin; en ese puesto no estaba colocada sin una oración bastante fuerte de parte del padre orgulloso y feliz; quien declaró que si encontrase que Norah alguna vez intentara proteger al chico mediante la falsedad, o suavizarlo tanto en cuerpo como en mente, ella debía ir ese mismo día".

## Publicaciones

### Novelas
- Mary Barton (1848)
- Cranford (1853)
- Ruth (1853)
- Norte y Sur (1855)
- Lady Ludlow (1858)
- El trabajo de una noche oscura (1863)
- Los amores de Sylvia (1863)
- Hijas y esposas (1865)

### Colecciones de relatos y novelas cortas
- The Moorland Cottage (1850)
- The Old Nurse's Story (1852)
- Lizzie Leigh (1855)
- Round the Sofa (1859)
- Lois the Witch (1861)
- La prima Phillis (1864)
- A Dark Night's Work (1863)

### Cuentos (selección)
- La historia del caballero (The Squire's Story) (1853)
- Half a Life-time Ago (1855)
- An Accursed Race (1855)
- The Manchester Marriage (1858), un capítulo de A House to Let, coescrito junto a Charles Dickens, Wilkie Collins, y Adelaide Anne Procter
- The Half-brothers (1859)
- La mujer gris (The Grey Woman) (1861)
- Christmas Storms and Sunshine
- The Half brothers
- Mi Tierra Querida es bella (1860)

### Biografía
- The Life of Charlotte Brontë (1857)

## Ediciones en español
- Mary Barton, Pearson Alhambra, 1981, ISBN 978-84-205-0836-8
- Lizzie Leigh, Littera Books, 2003, ISBN 978-84-95845-14-6
- Norte y Sur, Alba, 2005, ISBN 978-84-8428-259-4
- Cuentos góticos, Alba, 2007, ISBN 978-84-8428-348-5
- Vida de Charlotte Brontë. Alba. 2001. ISBN 978-84-8428-027-9.

- Lady Ludlow, Imágica, 2007, ISBN 978-84-95772-12-1
- Hijas y esposas: una historia cotidiana, Alba, 2008, ISBN 978-84-8428-391-1
- La casa del páramo. Alba. 2009. ISBN 9788484284376.

- La prima Phillis, Alba, 2009, ISBN 978-84-8428-436-9
- Los amores de Sylvia, Mondadori, 2010,  ISBN 978-84-397-2235-9
- Ruth. Editorial Época, 2012, ISBN 978-84-938972-4-6
- Cranford. Alba, 2012, ISBN 9788484287261
- Las confesiones del señor Harrison, Alba, 2018

## Adaptaciones
- Wives and Daughters (1999). Es una serie de televisión basada en la novela homónima.
- North & South (2004). Es una serie de televisión basada en la novela homónima.
- Cranford (2012). Es una serie de televisión basada en el libro de relatos homónimo.